# دنيا الدنانير (مسلسل)
دنيا الدنانير. مسلسل كويتي، من إخراج عبد الأمير مطر، وتأليف طارق عثمان. شارك في المسلسل عددًا من الفنانين، منهم: إبراهيم الصلال، خالد العبيد، مريم الصالح، هيفاء عادل، علي البريكي، هدى حمادة، وغيرهم.